# Квашнина
Квашнина́ (рос. Квашнина) — присілок у складі Байкаловського району Свердловської області. Входить до складу Краснополянського сільського поселення.
Населення — 43 особи (2010, 58 у 2002).
Національний склад населення станом на 2002 рік: росіяни — 98 %.